# Salluuşağı, Pazarcık
Sallıuşağı là một xã thuộc huyện Pazarcık, tỉnh Kahramanmaraş, Thổ Nhĩ Kỳ. Dân số thời điểm năm 2010 là 344 người.